# Музей энергетики Урала

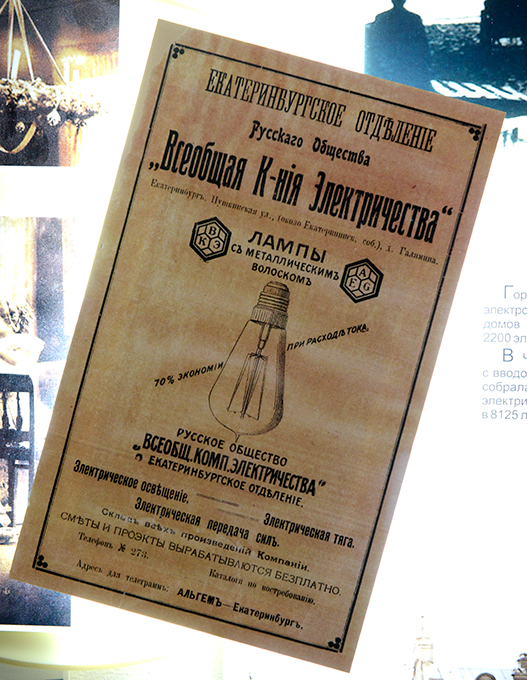
Дореволюционные фотографии и книга

Коллекция счётных машин и калькуляторов
Музе́й энерге́тики Ура́ла (МЭУ) — екатеринбургский музей, посвящённый истории и становлению энергетики на Урале. Музей энергетики Урала открыт 20 декабря 2013 года и является правопреемником музея «Свердловэнерго», созданного в 1976 году. Экспозиция музея построена по историко-хронологическому принципу и представлена от «водяного колеса» и «лампочки Ильича» до современных энерготехнических достижений.
Среди экспонатов можно увидеть уникальные документы, фотографии строительства «первенцев» ГОЭЛРО и последующих электростанций-«гигантов», оборудование, приборы 1920—1970 гг. демонтированные с энергообъектов, действующие макеты передвижной электростанции и водяного колеса речной плотины, фрагмент каминной решётки Рейхстага, привезённого из Берлина энергетиками-фронтовиками и многие другие интересные исторические артефакты.
Для организации временных тематических выставок и проведения массовых мероприятий в музее имеется небольшой конференц-зал. Так же предусмотрено специальное пространство для работы с музейным архивом, альбомами, документами, фотографиями.
Дизайн музея имеет нестандартное художественно-стилевое решение с опорой на символы энергетики и электрификации: пол декорирован схемой трансформаторной подстанции, по периметру залов бежит гирляндой трёхфазный ток, гардероб выполнен в виде силуэтов опор линий электропередачи.
Музей открыт для посещения не только представителями энергетической отрасли, но и всех желающих, жителей и гостей города любого возраста. Посещение музея осуществляется по предварительной заявке. Вход в музей — бесплатно.

## Структура постоянной исторической экспозиции

### Раздел «Дореволюционный период»
Возникновение и внедрение электричества на Урале: от водяного колеса до динамомашины (нач. XVII в. — 1917 год)
- Развитие горнозаводской промышленности на Урале, использование энергии рек. Возникновение электростанций на горных заводах.
- Появление первых городских электростанций, начало электрификации уральских городов, бытовое и уличное освещение.

Экспонаты:
- Фотографии начала XX века Екатеринбурга, Перми, Челябинска с изображением первых ЛЭП, уличных фонарей и электролампочек.
- Коллекция переносных фонарей первой половины XX века.

### Раздел «Революционный и постреволюционный периоды»
«Коммунизм — это социализм + электрификация всей страны!» (1917—1941 гг.)
- Революция 1917 года, «Новая власть» и энергетика, План ГОЭЛРО и его реализация, «Первенцы» ГОЭЛРО на Урале и энергогиганты (СУГРЭС и Красногорская ТЭЦ), Пале-Рояль — энергоштаб в Екатеринбурге.
- Тяжёлые страницы истории: сталинские репрессии, уральское «Дело энергетиков» (1932—1933 гг.).

Экспонаты:
- Уникальные фотографии строительства электростанций от закладки первого камня до современного состояния, фирменные знаки с турбин иностранного производства рубежа 19-20 вв., фотографии и документы о первом руководстве уральской энергетики.
- Фотографии из личных дел репрессированных, выписки из протоколов допросов и очных ставок, копии постановлений Тройки при УНКВД о расстрелах уральских энергетиков.

### Раздел «Великая Отечественная война»
«Урал — фронту!» (1941—1945 гг.)

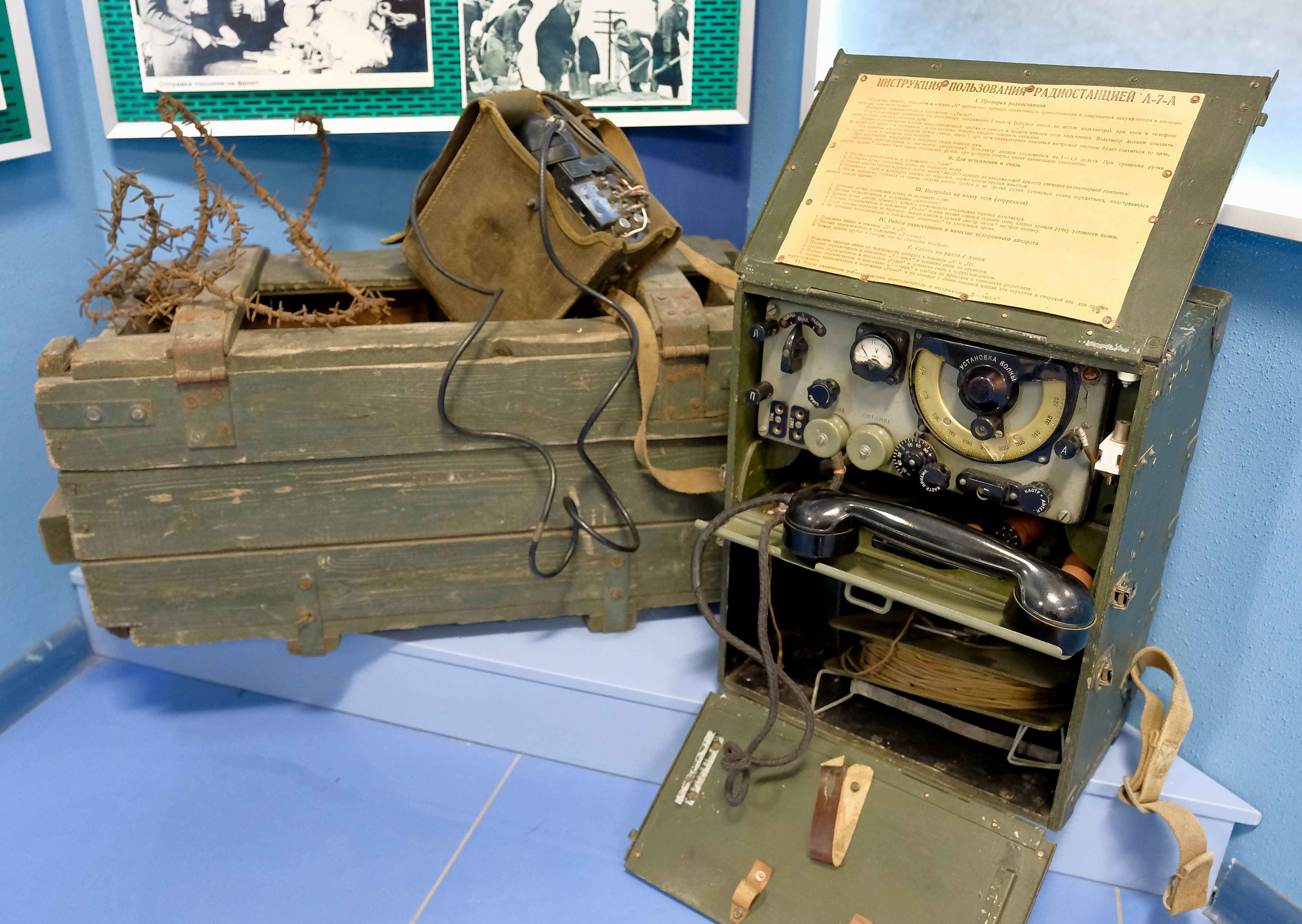
Радиостанция А-7-А

- Эвакуация промышленности на Урал, наращивание мощностей, разделение Уралэнерго на 3 энергосистемы, энергетики в тылу и на фронте.

Экспонаты:
- Альбом военного времени «Свердловэнерго 1941—1943 гг».
- «Берлинский сувенир» — фрагмент витой решётки Рейхстага, подаренный энергетиком-фронтовиком, обрезок немецкой колючей проволоки, трофейная полевая рация, документы, фронтовые письма, воспоминания уральских энергетиков.

### Раздел «Послевоенный период»
Послевоенное восстановление и «Бурное строительство» в энергетике (конец 1948—1980 гг.).
- Появление электростанций новых параметров, «закрытые» энергообъекты, электрификация сельского производства и быта, создание Тюменской энергетики.

Экспонаты:
- Уникальная, созданная в 1980 г. электрифицированная карта Свердловской энергосистемы, дугогасительная камера с ПС «Южная» и оборудование с подстанций 1950-х гг.
- Фрагменты экибазтузскогго угля и ячеистого бетона с РефтГРЭС, фотографии корреспондента ТАСС А. Грахова.

### Раздел «У руля уральской энергетики»
Управляющие уральских энергосистем с 1942 г. по сей день.
Экспонаты:
- Форменная шинель управляющего «Свердловэнерго» Д. И. Карпенко — редкий образец спецодежды для энергетиков, производившейся в СССР всего в течение 3-х лет, знамёна «Свердловэнерго» и памятные знаки.

### Раздел «Реформирование энергетики»
Начало 1990-х годов — настоящее время.
- Перестройка, постсоветское время, эпоха Б. Ельцина и А. Чубайса, образование МРСК, энергетика на современном этапе.

Экспонаты:
- Талоны на продовольствие и промтовары 1990-х.
- Фотографии повседневной жизни россиян в годы перестройки.
- Документы по акционированию «Свердловэнерго», «Пермэнерго», «Челябэнерго».

Коллекция электрических приборов и машин
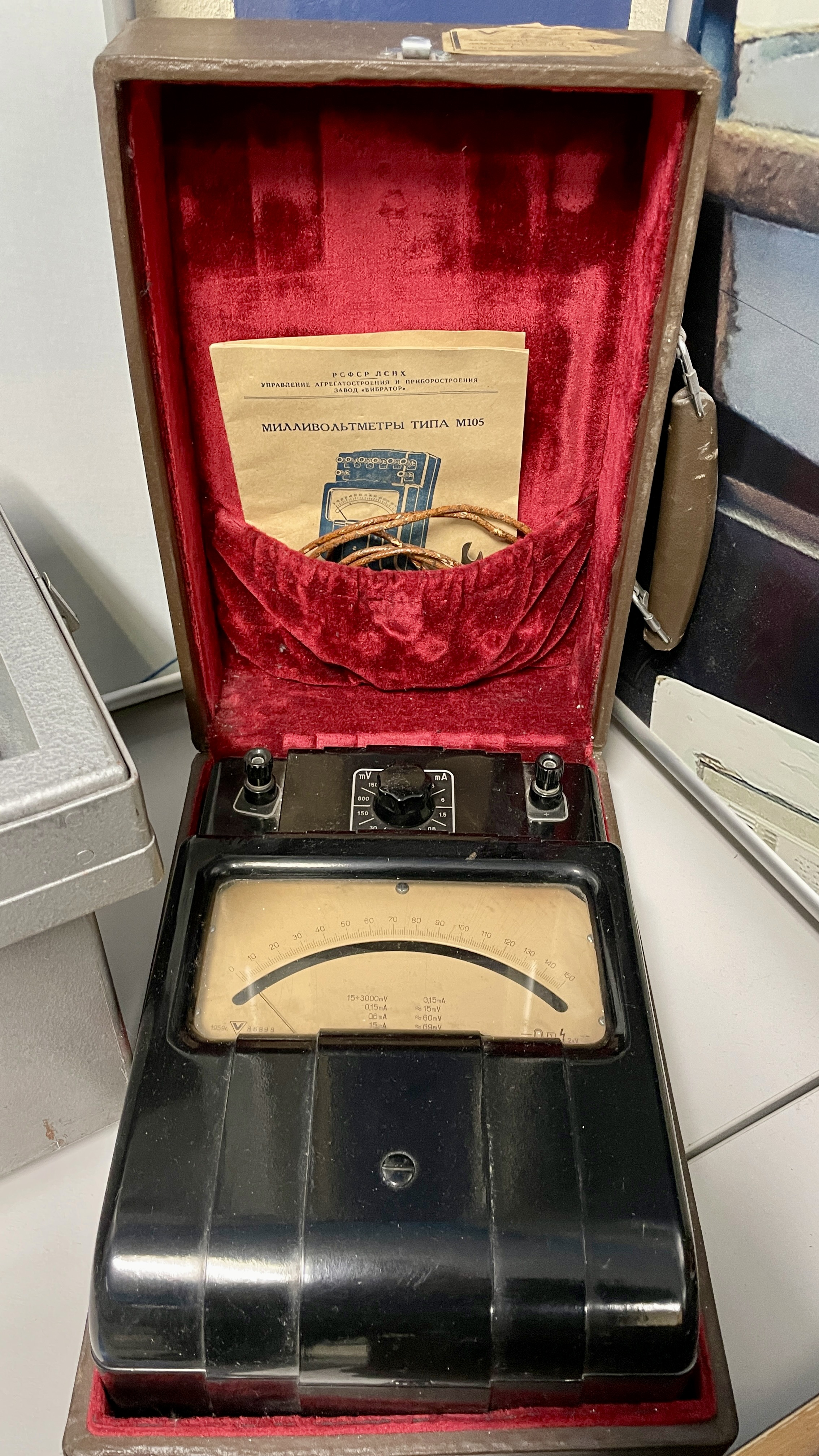
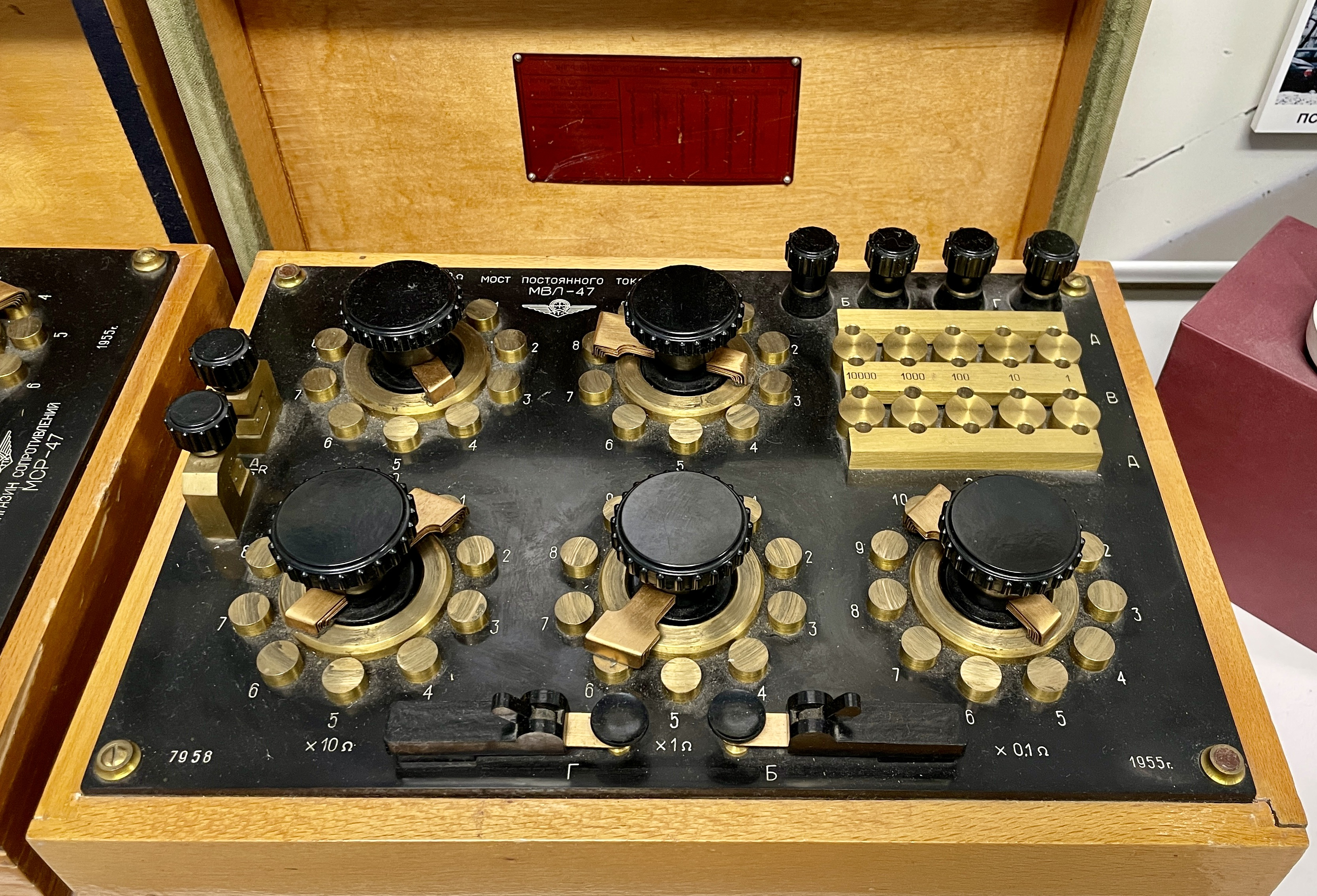
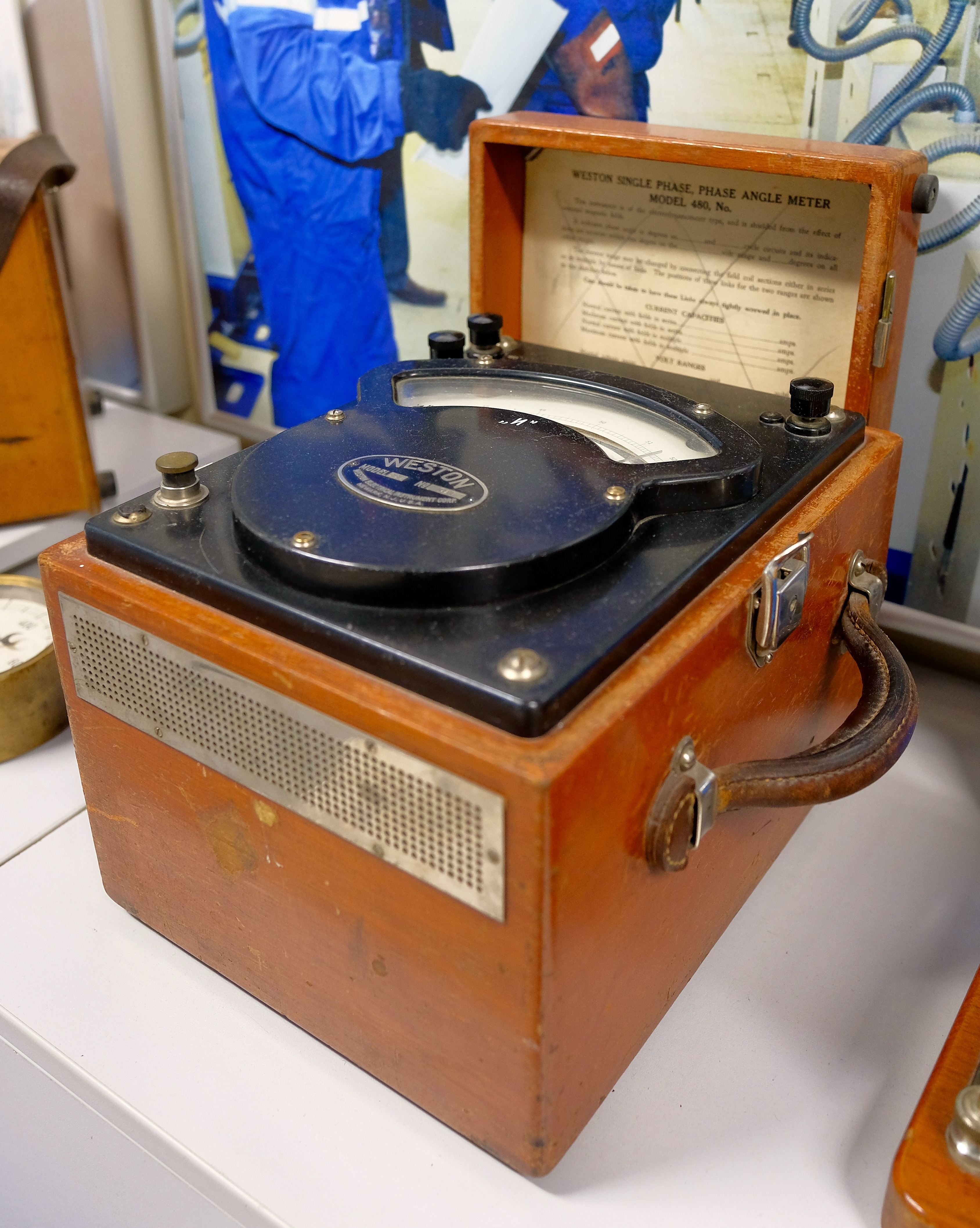
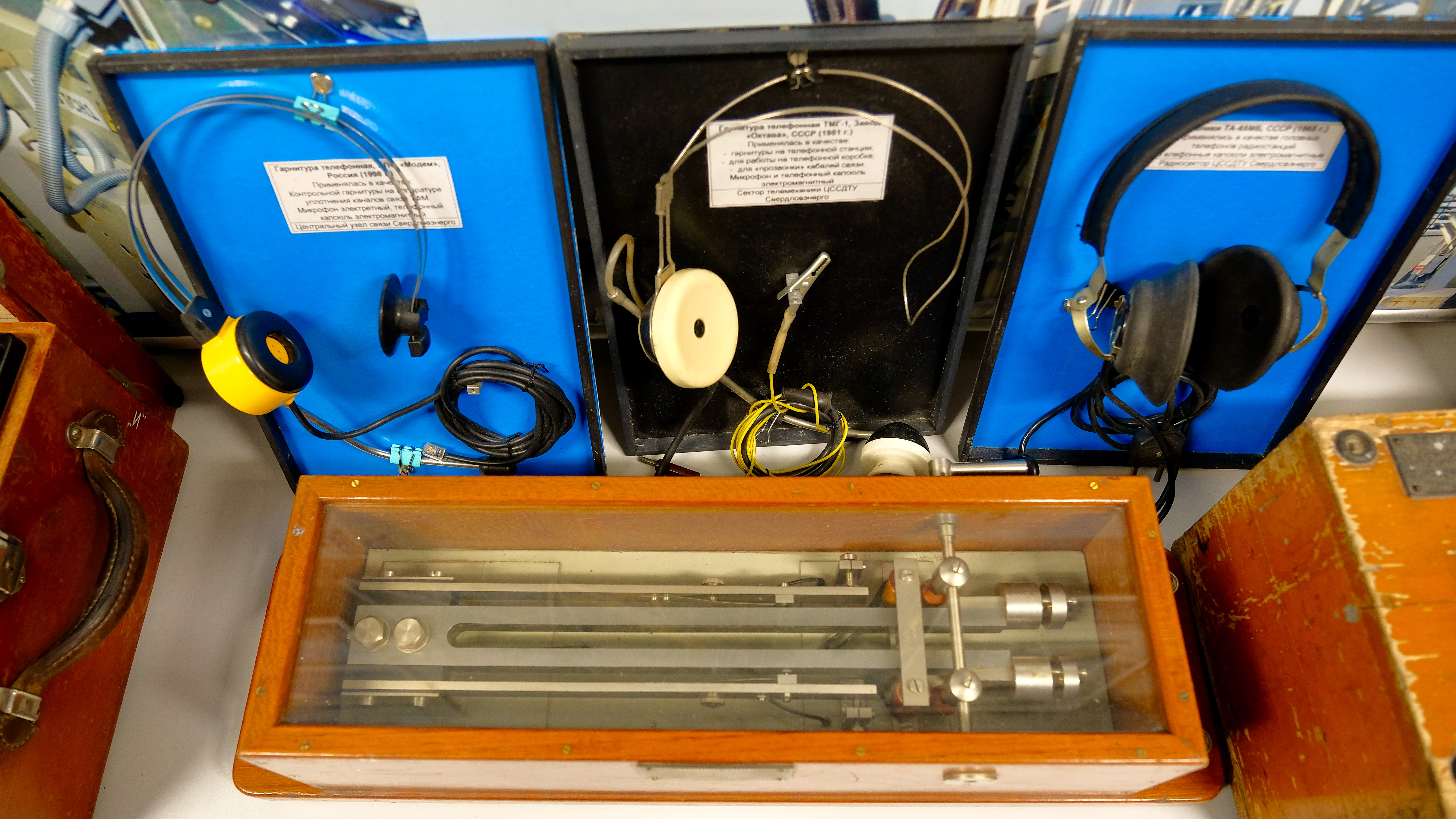
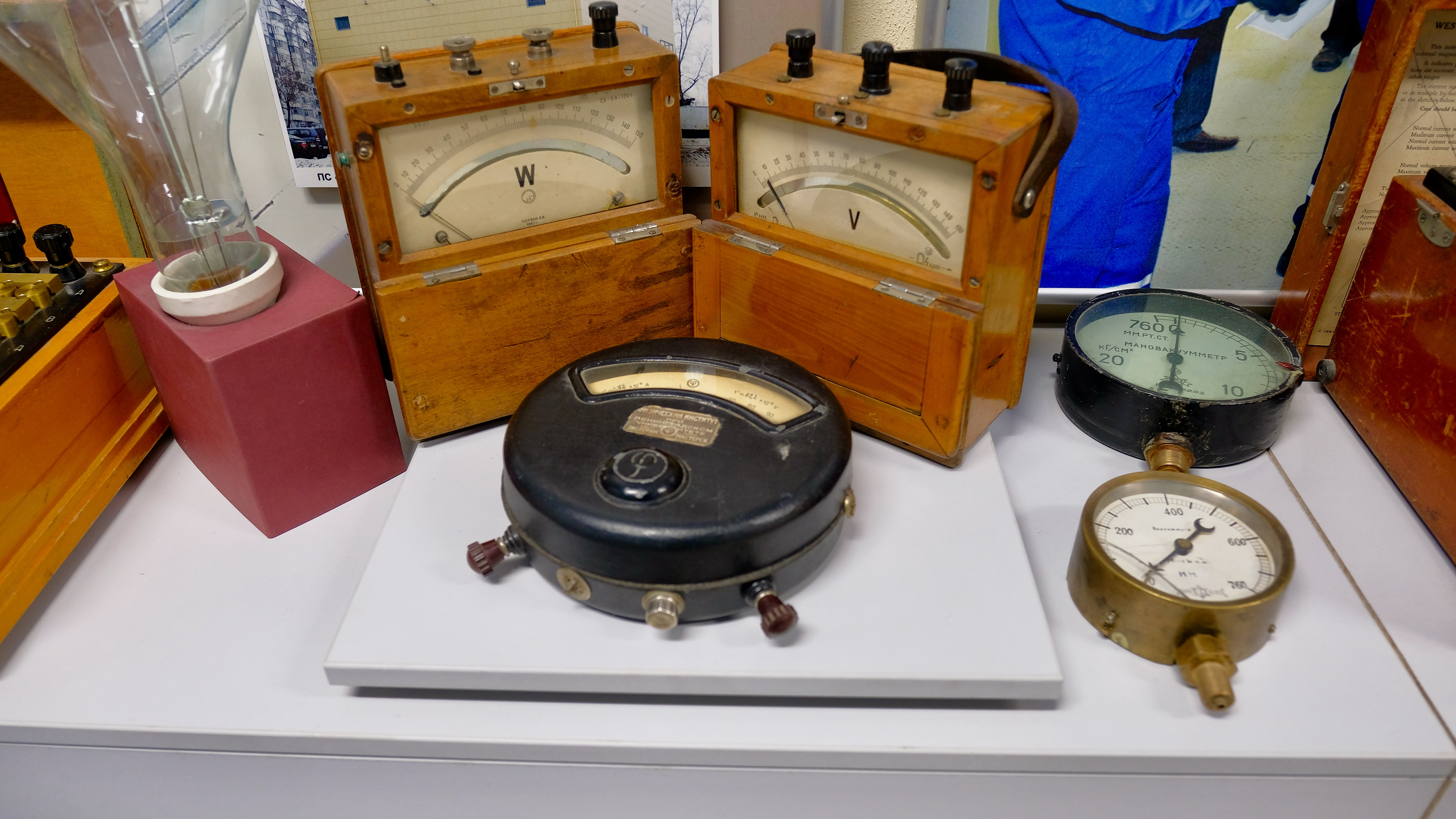
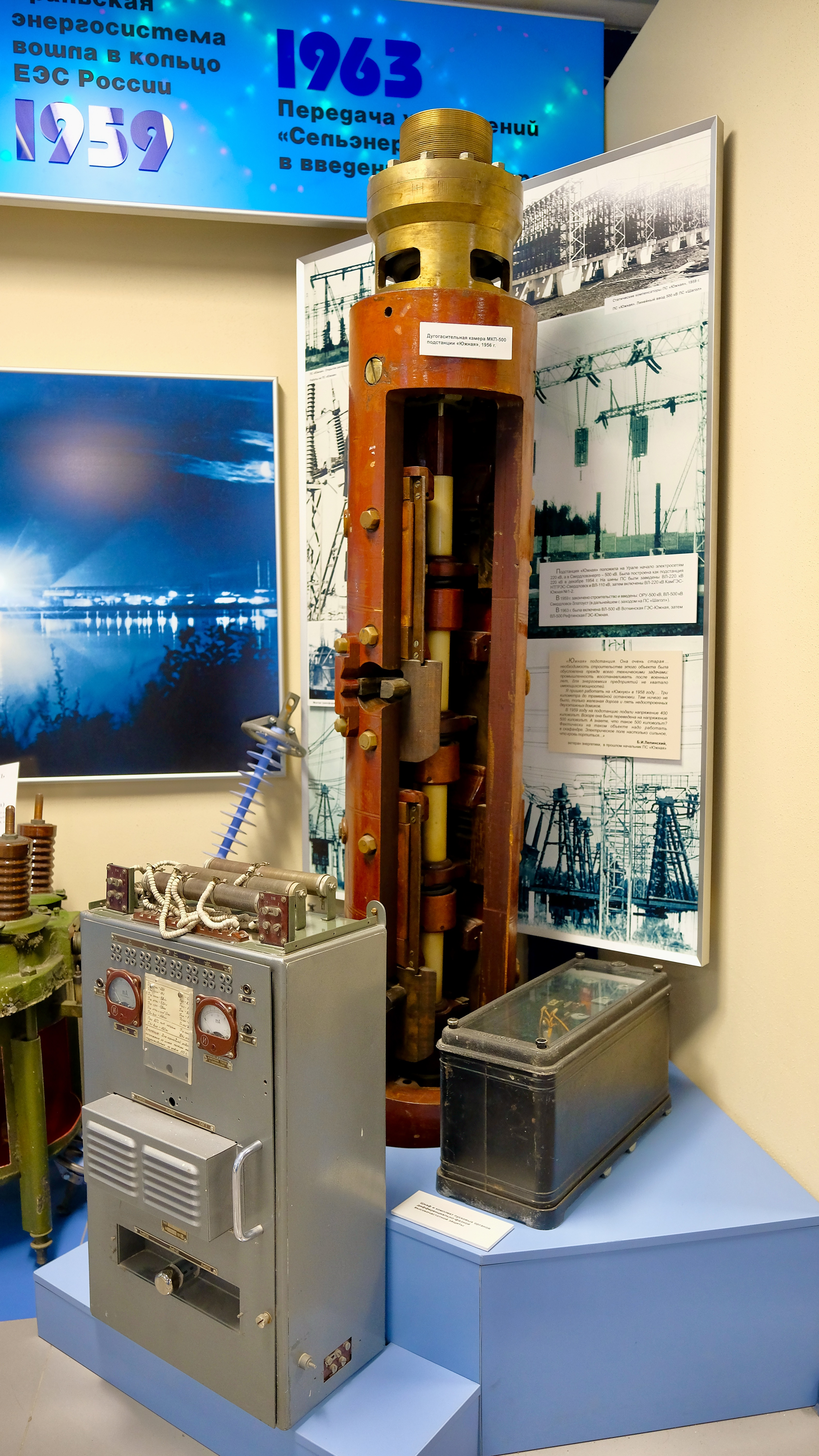

Экспозиционные залы
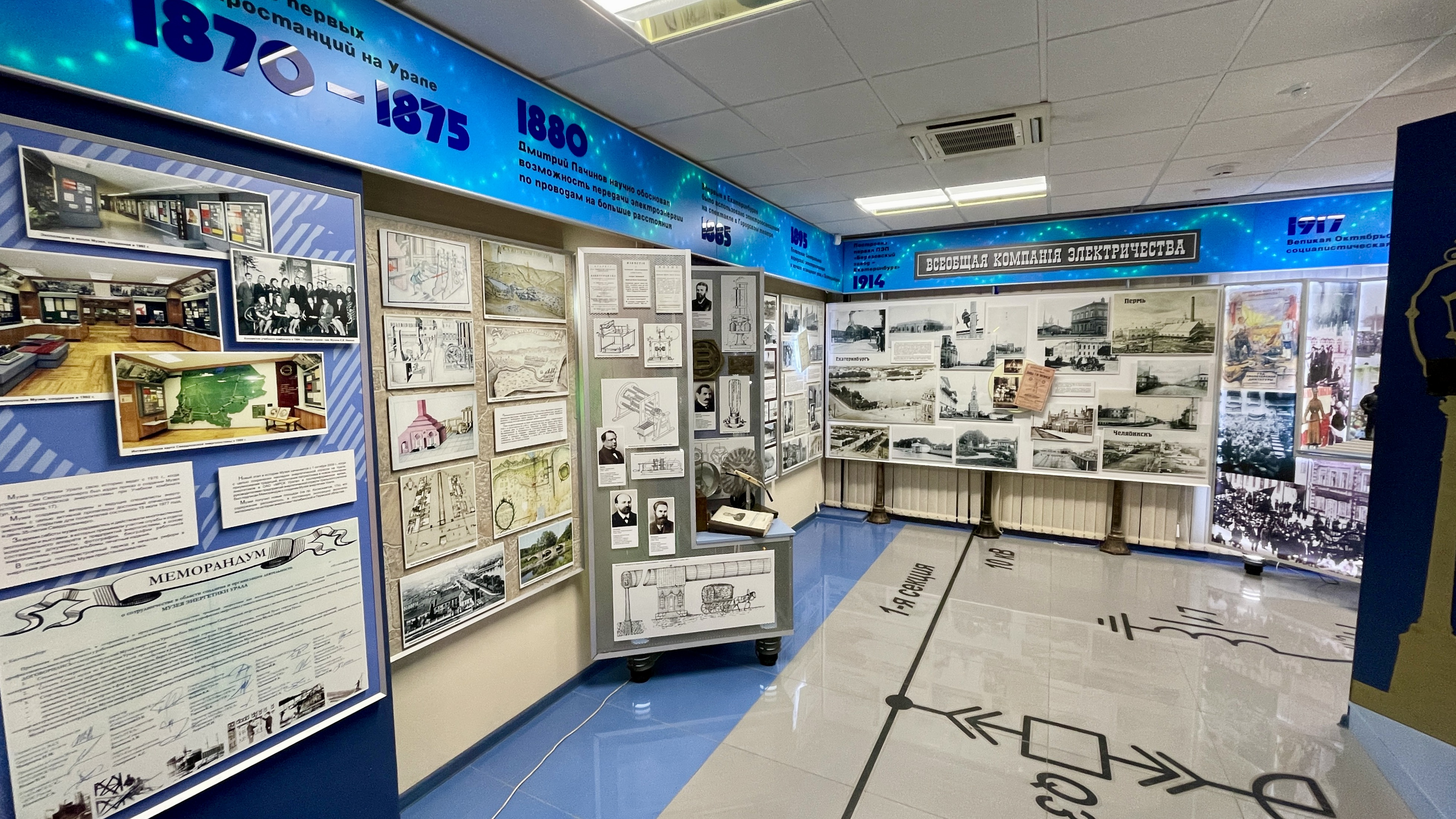
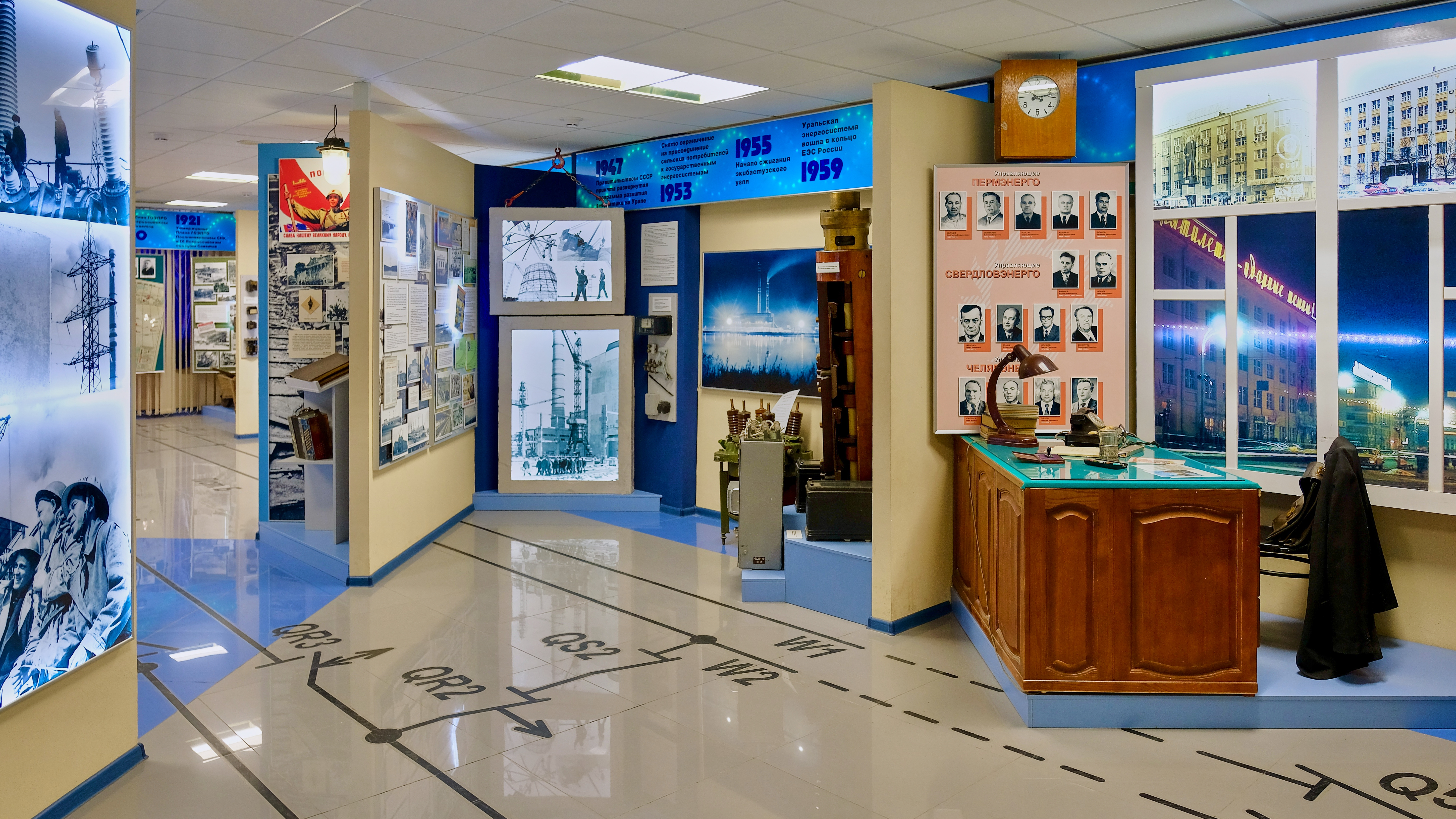
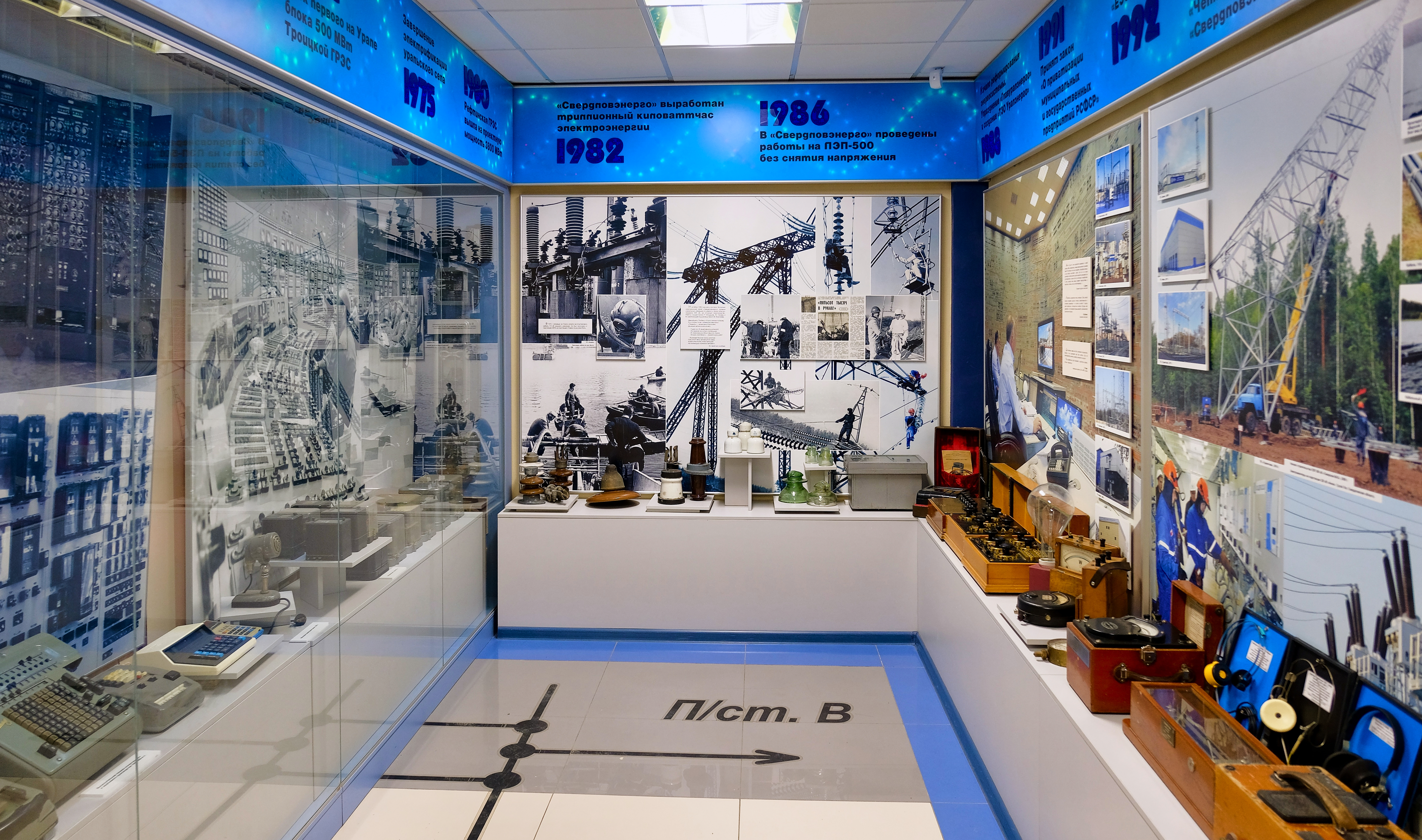
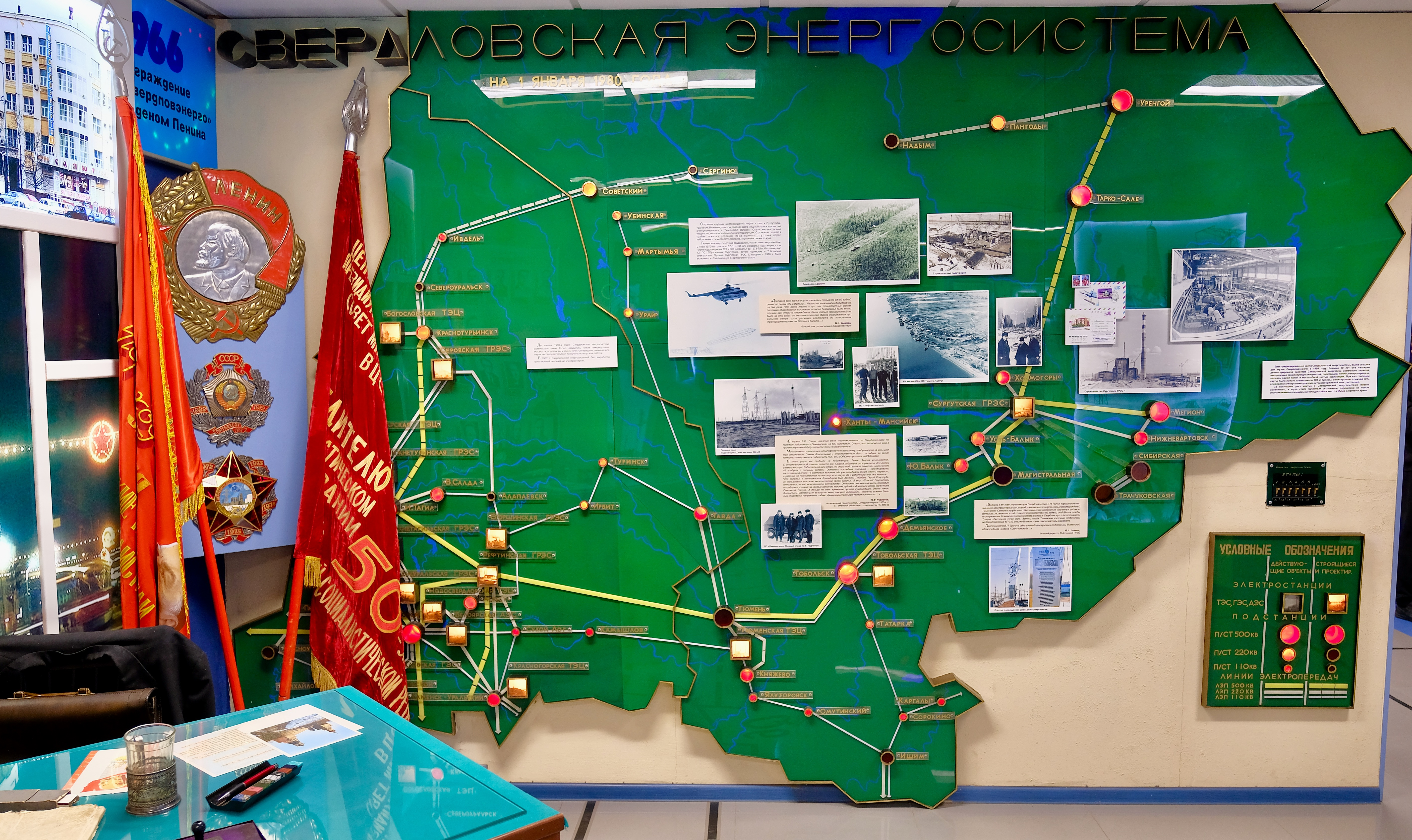
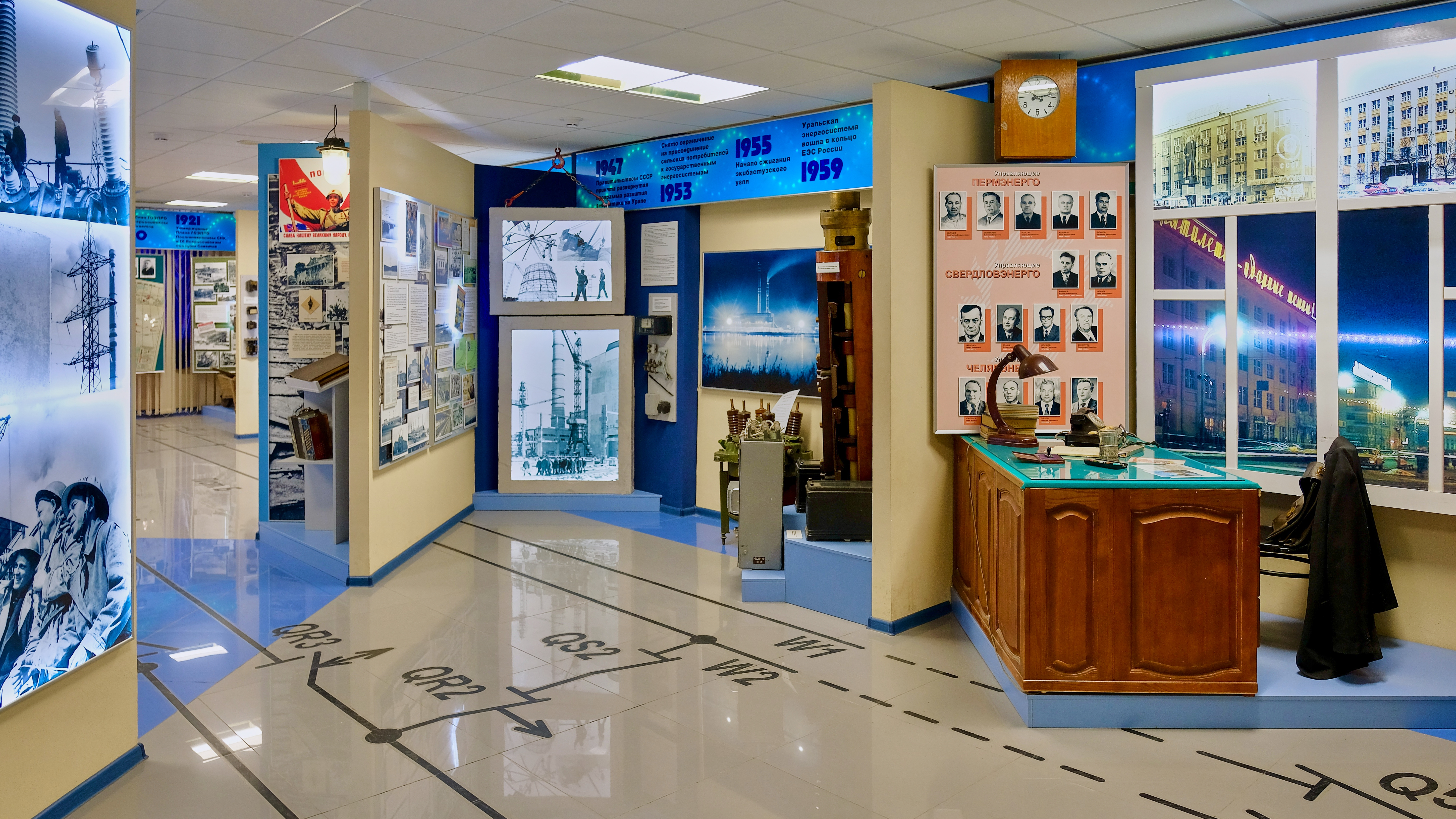
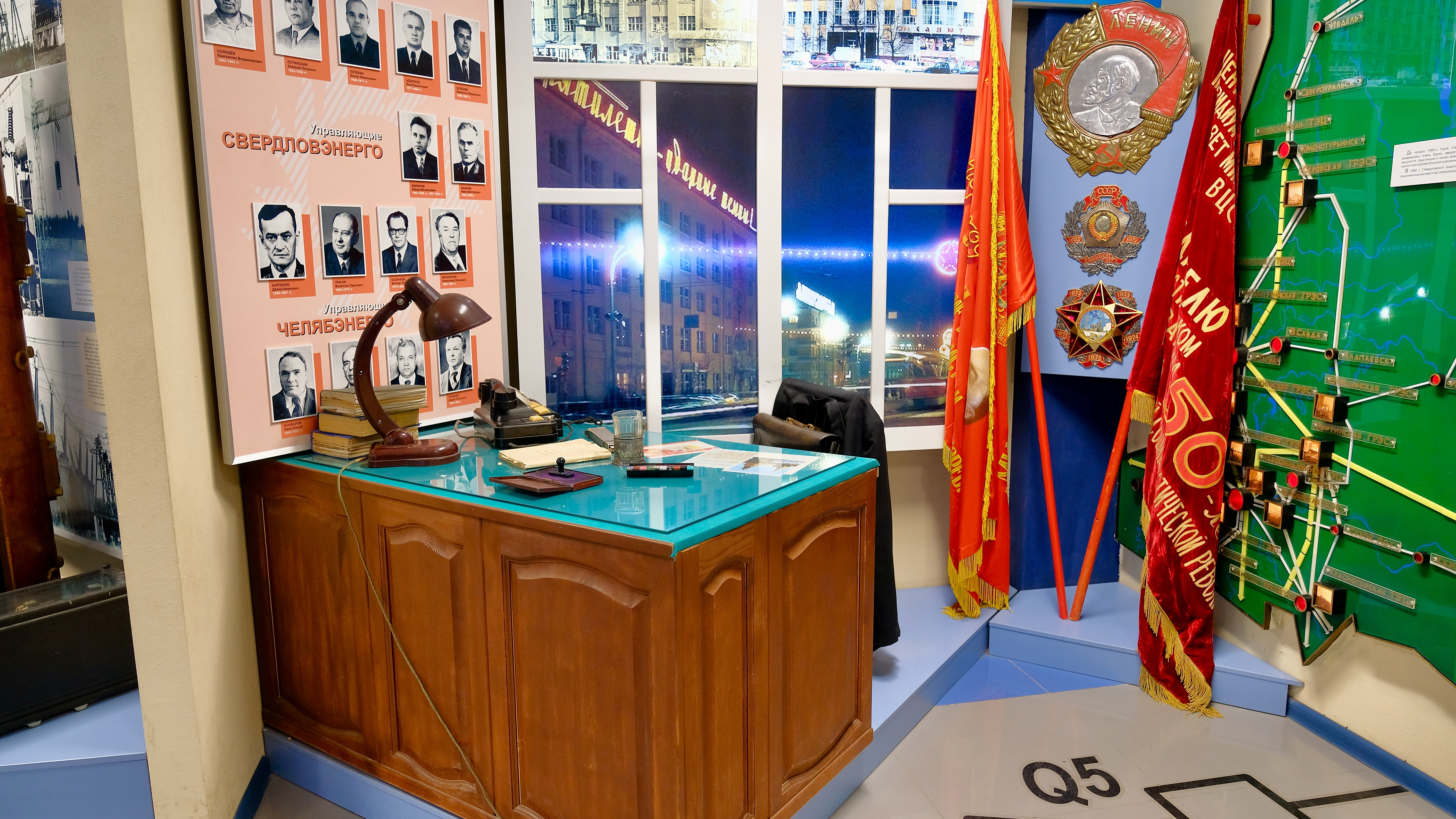

## Интерактивный технический раздел
Коллекционная демонстрация образцов техники, приборов, оборудования, моделей начала XX—XXI веков, используемых в сфере энергетики. Предметы находятся в открытом хранении, часть из них используется в интерактивных музейных экскурсиях и занятиях.

Демонстрация трансформатора Теслы
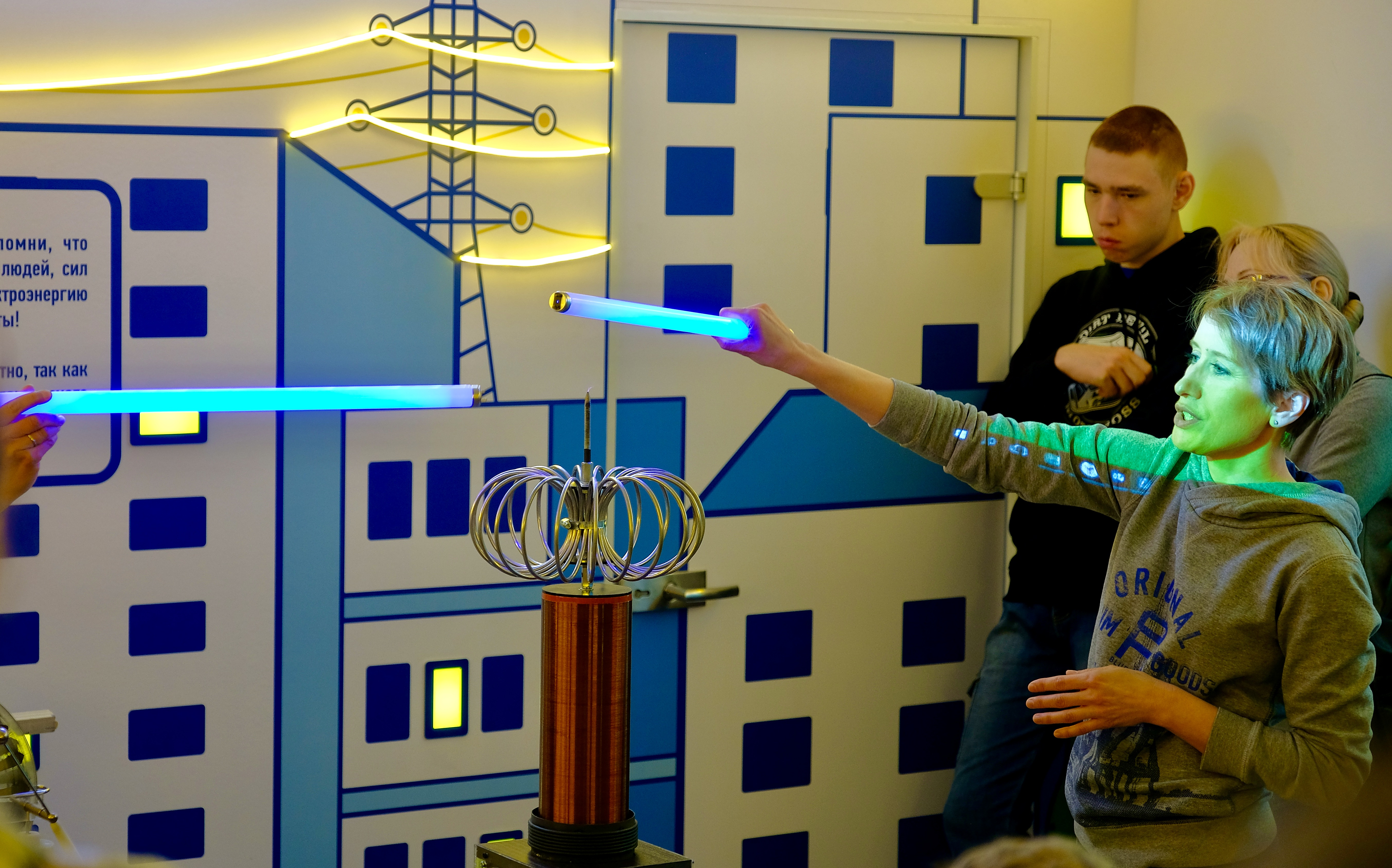
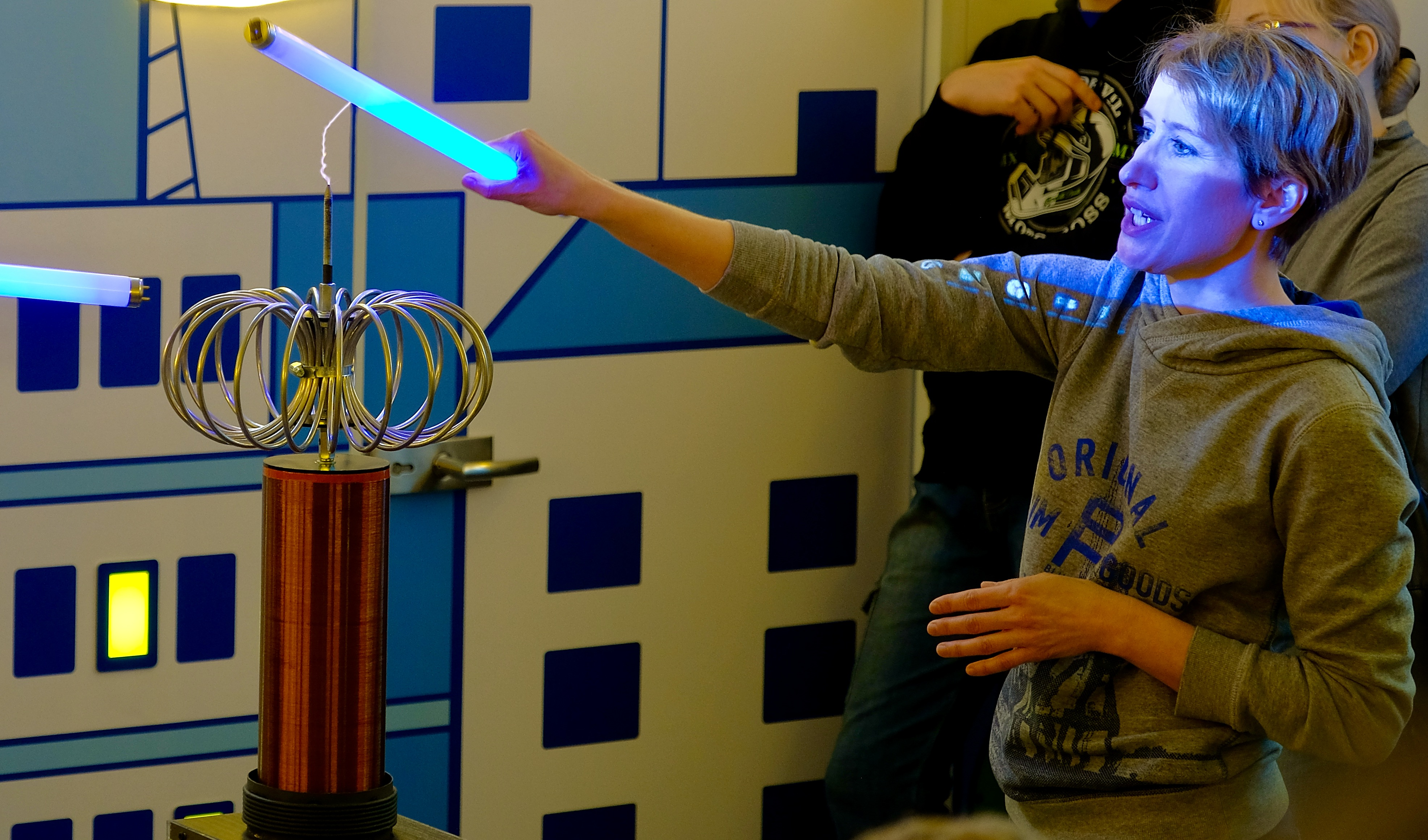
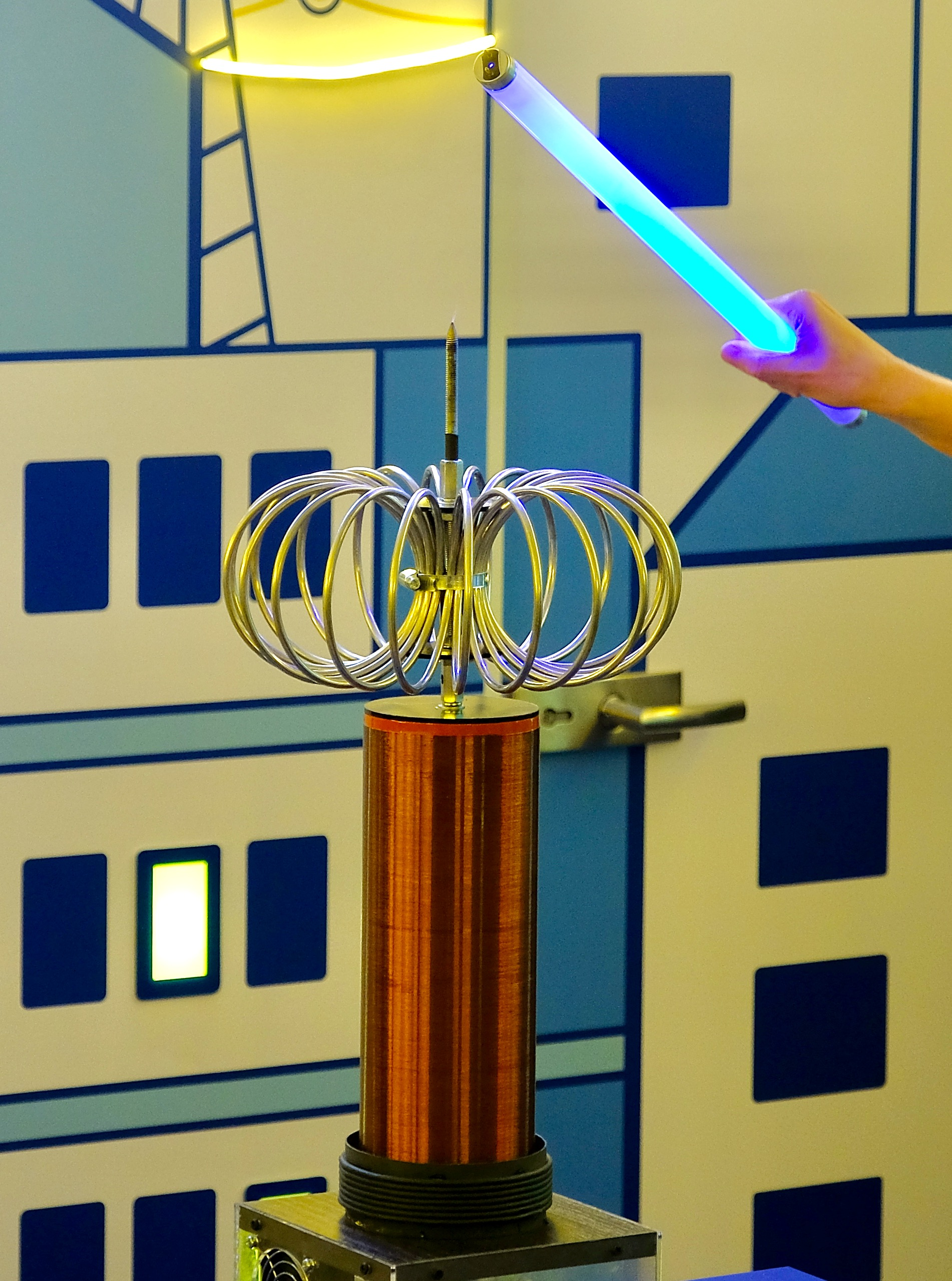

## Экспозиция «Открытые фонды»
В экспозиции посетителям предоставляется возможность работать с книгами и документами, для этого здесь имеется специально оборудованное место. В открытом хранении размещаются:
- Документальный фонд Музея: отчёты по основной и финансовой деятельности, строительству электростанций, подстанций и сетей Уральских энергосистем с 1930 г., и пр.
- Памятные альбомы, посвящённые истории различных энергообъектов, служб и предприятий энергосистем.
- Библиотечный фонд (книги, периодические издания за разные годы по энергетике).